# Roberto Cosolini
Roberto Cosolini (Trieste, 14 maggio 1956) è un politico italiano, sindaco di Trieste dal 31 maggio 2011 al 20 giugno 2016.

## Biografia

### Carriera professionale
Funzionario dal 1983 nella Confederazione nazionale dell'artigianato e della piccola e media impresa ne diviene prima segretario provinciale, poi regionale. Nel 1998 viene nominato presidente dell'Ente per la Zona Industriale di Trieste dalla giunta Illy, mantenendo la carica fino al 2001; ricopre inoltre l'incarico di consigliere della camera di commercio dal 2000 al 2003.
Già giocatore di pallacanestro in gioventù, è stato il presidente della Pallacanestro Trieste fino al 13 gennaio 2004.

### Consigliere e assessore regionale
Nel 2003 si candida alle elezioni regionali in Friuli-Venezia Giulia, nella lista dell'ex sindaco di Trieste Riccardo Illy, venendo eletto in consiglio regionale del Friuli-Venezia Giulia.
Con l'elezione di Riccardo Illy a Presidente della Regione Autonoma Friuli Venezia Giulia, viene nominato assessore con deleghe regionali al lavoro, formazione, università e ricerca, continuando a occuparsi di politica nel PD anche a seguito delle elezioni del 2008.

### Sindaco di Trieste
In vista delle elezioni comunali di Trieste del 2011, si presenta alle elezioni primarie del centro-sinistra del 12 dicembre 2010 e ottiene il 56% dei voti (2.374 su 4.382), divenendo il candidato della coalizione guidata dal PD; alla tornata elettorale, raccoglie il 40,7% dei voti al primo turno e il 57,51% al ballottaggio, sconfiggendo il candidato del centrodestra Roberto Antonione, ex Presidente della Regione Friuli-Venezia Giulia ed ex Sottosegretario di Stato al Ministero degli Affari Esteri nel Governo Berlusconi II e nel Governo Berlusconi III.
Nel corso del 2012 ha assunto l'interim dell'assessorato alla cultura fino a marzo 2013 quando è stato incaricato Franco Miracco, nell'ambito di un rimpasto di giunta.
Alle elezioni primarie del PD del 2016 per la carica di sindaco di Trieste, vince, la competizione col 65% (4.407 voti) contro il senatore lettiano, Francesco Russo col 35% (2.392) con 6.848 voti (con una affluenza superiore ad 1/3 rispetto al 2010, oltre 2.000 voti in più) grazie all'appoggio di tutto l'apparato locale e nazionale guidato dalla presidente del Friuli-Venezia Giulia e vicesegretario PD, Debora Serracchiani..
Alle elezioni amministrative di giugno 2016 nel primo turno raggiunge il 29,22% dei consensi e di conseguenza va al ballottaggio contro l'ex sindaco Roberto Dipiazza che ha raggiunto il 40,81% dei consensi. Al secondo turno perde il ballottaggio con il 47,37% dei voti a vantaggio del candidato di centro-destra che prende il 52,63% dei voti e diventa per la terza volta sindaco di Trieste..